# Etil-acetát
| Etil-acetát |                                                                      |
| |                                                                      |
| etil-acetát |                                                                      |
| |                                                                      |
| \| \| \| |                                                                      |
| Más nevek | ecetsav-etil-észter, ecetészter, ecetéter, etil-etanoát              |
| Kémiai azonosítók                                                                                               |                                                                      |
| CAS-szám | 141-78-6                                                             |
| PubChem | 8857                                                                 |
| ChemSpider | 8525                                                                 |
| EINECS-szám | 205-500-4                                                            |
| KEGG | D02319                                                               |
| ChEBI | 27750                                                                |
| RTECS szám | AH5425000                                                            |
| SMILES | CCOC(C)=O                                                            |
| InChIKey | XEKOWRVHYACXOJ-UHFFFAOYSA-N                                          |
| Beilstein | 506104                                                               |
| Gmelin | 26306                                                                |
| UNII | 76845O8NMZ                                                           |
| ChEMBL | CHEMBL14152                                                          |
| Kémiai és fizikai tulajdonságok                                                                                 |                                                                      |
| Kémiai képlet                                                                                                   | C4H8O2                                                               |
| Moláris tömeg                                                                                                   | 88,105 g/mol                                                         |
| Megjelenés | színtelen folyadék                                                   |
| Sűrűség | 0,897 g/cm³ (folyékony)                                              |
| Olvadáspont | −83,6 °C (189,55 K)                                                  |
| Forráspont | 77,1 °C (350,25 K)                                                   |
| Oldhatóság (vízben)                                                                                             | 8,3 g/100 mL (20 °C)                                                 |
| Oldhatóság (etanol, aceton, dietil-éter, benzol)                                                                | elegyedik                                                            |
| Törésmutató (nD)                                                                                                | 1,3720                                                               |
| Viszkozitás | 0,426 cP 25 °C-on                                                    |
| Kristályszerkezet                                                                                               |                                                                      |
| Dipólusmomentum                                                                                                 | 1,78 D                                                               |
| Veszélyek |                                                                      |
| Főbb veszélyek                                                                                                  | Gyúlékony (F), Irritatív (Xi)                                        |
| NFPA 704 | 3 1 0                                                                |
| R mondatok | R11, R36, R66, R67                                                   |
| S mondatok | (S2), S16, S23, S29, S33                                             |
| Lobbanáspont | −4 °C                                                                |
| LD50 | 5620 mg/kg (patkány, szájon át) >18000 mg/kg (nyúl, bőrön keresztül) |
| Rokon vegyületek                                                                                                |                                                                      |
| Rokon karbonsavészterek                                                                                         | metil-acetát, propil-acetát, butil-acetát                            |
| Rokon vegyületek                                                                                                | ecetsav, etanol                                                      |
| Ha másként nem jelöljük, az adatok az anyag standardállapotára (100 kPa) és 25 °C-os hőmérsékletre vonatkoznak. |                                                                      |
| |                                                                      |

Az etil-acetát a karbonsavészterek közé tartozó szerves vegyület, képlete CH3COOCH2CH3. Színtelen folyadék, jellegzetes szaggal. Az iparban oldószerként használják.

## Tulajdonságok
Az etil-acetát gyengén poláris oldószer, amely illékony, viszonylag nem mérgező és nem higroszkópos. Lúgok hatására könnyen hidrolizál ecetsavra és etanolra. A folyamatot – a szappanfőzéshez hasonlóan – elszappanosításnak nevezzük, hiszen az etil-acetát és a szappanfőzéshez használt zsírok és olajok is észterek.

## Előállítás
Az etil-acetátot Fischer-észterezéssel állítják elő, ecetsav és etanol reakciójával, általában savas katalizátor – például kénsav – jelenlétében.
CH3CH2OH + CH3COOH → CH3COOCH2CH3 + H2O
Előállítható acetaldehidből is alumínium-etilát katalizátorral (Tyiscsenko-reakció).

Az etil-acetát előállítása acetaldehidből

## Felhasználása
Főként oldószerként és hígítóként alkalmazzák olcsósága, kevéssé mérgező volta, valamint szaga miatt. Gyakran használják például áramköri lapok tisztítására és egyes körömlakklemosókban is (utóbbi célból az aceton és acetonitril is elterjedt). A kávébab és tea koffeinmentesítését is ezzel az oldószerrel végzik.

### Laboratóriumi felhasználása
Gyakran használják oszlopkromatográfiás és extrakciós elválasztásokban. Reakciók oldószereként ritkán alkalmazzák, mivel könnyen hidrolizál, illetve hajlamos átészteresítési vagy kondenzációs reakciókba lépni.

## Reakciói
Hidrolízisekor ecetsavra és etanolra bomlik, bázisok a reakciót gyorsítják.
Vízmentes körülmények között, erős bázis hatására Claisen-kondenzációs reakcióban etil-acetoacetát keletkezik:

## Külső hivatkozások
- Material safety data (MSDS) for ethyl acetate
- National Pollutant Inventory - Ethyl acetate fact sheet
- Ethyl Acetate: Molecule of the Month
- Purpose of Using Concentrated Sulfuric Acid in Esterification for Catalysis
- SEKAB Specification
- A Techno Commercial Profile of Ethyl Acetate in India Archiválva 2018. augusztus 21-i dátummal a Wayback Machine-ben